# Панюшева, Надежда Николаевна
Надежда Николаевна Панюшева (род. 6 августа 1953 года, Москва, РСФСР, СССР) — российский художник-график, искусствовед, член-корреспондент РАХ (2021).

## Биография
Родилась 6 августа 1953 года в Москве, где живёт и работает.
В 1976 году — окончила Московский авиационный институт имени С. Орджоникизде, в 1994 году — окончила факультет теории и истории искусства Санкт-Петербургского государственного академического института живописи, скульптуры и архитектуры имени И. Е. Репина.
С 1972 по 1980-е годы — обучалась в студии живописи заслуженного работника культуры РФ И. В. Ольховой при МАИ.
С 2001 года — работает в Российской академии художеств: консультант (2004), советник (2005), заместитель начальника (2012—2023) Управления информации РАХ; с 2023 года — главный специалист Научно-организационного управления РАХ.
С 2014 года — член Творческого союза художников России.
В 2021 году — избрана членом-корреспондентом Российской академии художеств от Отделения искусствознания и художественной критики.

## Творческая деятельность
Участник информационного и экскурсионного сопровождения выставочного проекта «Императорская-Российская академия художеств» (2001—2002).
Участвовала в информационном обеспечении выставочных и научных проектов РАХ (в составе рабочих групп), среди которых: мероприятия, посвященные 250-летию и 260-летию Российской академии художеств; выставки «Преемственность поколений. Мастера художественного стекла» (2003), «Сделано в Японии. Май Митурич, Рюсэки Моримото» (2003), «Новый анимализм. Выставка Александра Белашова» (2004), «Творческая мастерская» (2005), «Наследники великого искусства» (2005), «Путь к мастерству» (2006), «Памяти Г. Чайникова» (2009), выставки произведений М. Митурича, Т.Шихиревой, Э.Жареновой и др.; конференции «Алпатовские чтения» (с 2004), «Искусство и наука в современном мире» (2009), «Религия и искусство в пространстве современной культуры» (2013), цикл научных семинаров «Пространственные иконы» (2008—2009) и другие.
Администратор и один из разработчиков структуры и контента сайта РАХ (2002), редактор и автор ряда анонсирующих и новостных сообщений официального сайта РАХ (2004—2023); ответственный за работу над персональными страницами почетных членов РАХ для раздела «Состав».
Автор публикаций в газетах и журналах, освещающих вопросы культуры и искусства, таких как «ДИ», «Академия», «Московский журнал».
Автор серии графических заставок для оформления газеты «Культура» (1990-е годы).
Автор станковых произведений, выполненных в технике акварели и гуаши. Среди основных работ: серии «Под Малоярославцем» (с 1985 года), «Цветы. Настроения» (с 1998 года), «Осень. Меркнущий свет» (2000—2001) и другие.
Участник групповых выставок, в том числе «Живописная студия И. В. Ольховой. Выставка московских художников к 50-летию изостудии МАИ» в выставочном зале художников проектирования (Москва, 1997), совместная И. Улумбекова и Н. Панюшевой в выставочном зале на Песчаной (Москва, 2000), «Творческая мастерская» в залах Российской академии художеств (Москва, 2005), «Зима» в Библиотеке РАХ (Москва, 2007), «Автопортрет» в ЦДА (Москва, 2019).
Персональные выставки: «Настроение акварель» (2013) и «Времена года» (2020) в библиотеке Российской академии художеств (Москва); «Надежда Панюшева. Вариации на тему» в Мемориальном музее «Творческая мастерская С. Т. Коненкова» (Москва, 2017).
Произведения находятся в частных коллекциях в России и за рубежом.

## Награды
- Благодарность Министерства культуры Российской Федерации (2017)
- Почётная грамота Министерства культуры Российской Федерации (2023)

Награды РАХ
- Медаль «Достойному» РАХ (2013)
- Серебряная медаль РАХ (2017)
- Диплом РАХ (2022)
- Благодарности РАХ (2005, 2009, 2011, 2012, 2017, 2018, 2019)